# طيران شراعي

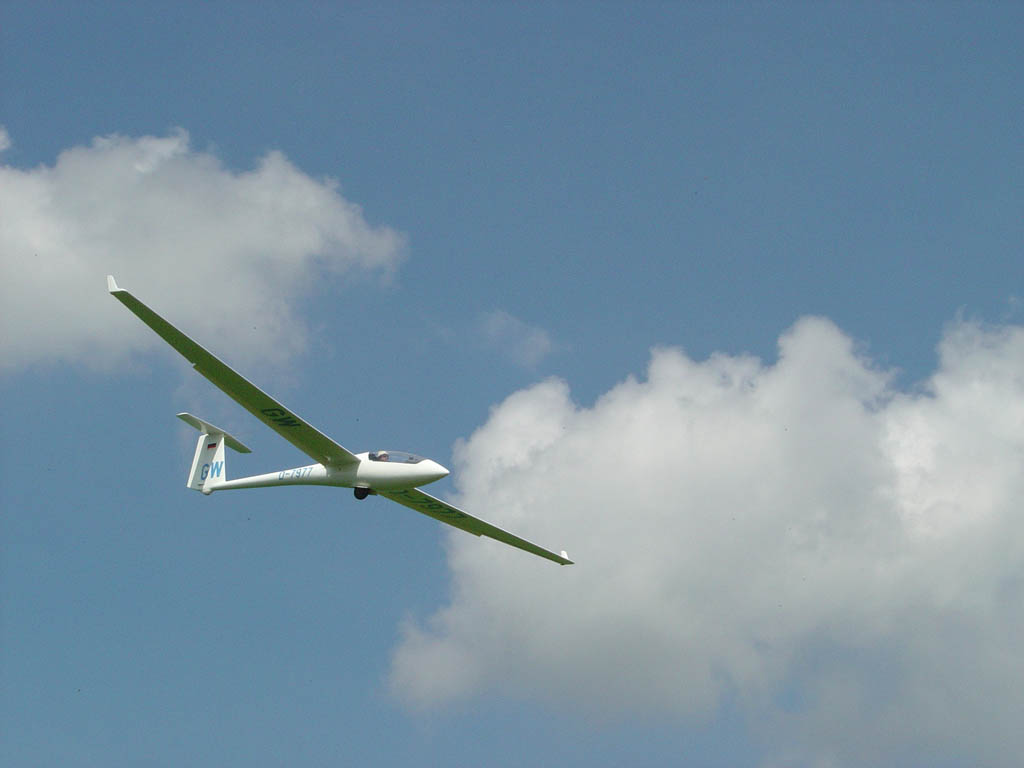
طائرة شراعية على وشك الهبوط

الطيران الشراعي (بالإنجليزية: Gliding) هو نشاط ترفيه ومسابقات يقوم ممارسوه باستعمال آلة طائرة تسمى طائرة شراعية. تتمثل المسابقات المقامة بالطائرات الشراعية، في محاولة كل متسابق اكمال المسار المحدد حول نقاط دائرية في المرتبة الأولى. تتحدى هذه المسابقات قدرات الطيارين
ومساعديهم (في حالة طائرة شراعية بمقعدين) وهي استعمال التيارات الهوائية والتعامل مع الظروف المناخية ومدا تمكنهم من قيادة الآلة والملاحة. هناك نشاط استعراضي بهلواني يسمى الاستعراضات الجوية بالطائرات الشراعية.
بتعدد غايات هذا النشاط فانه يرتكز على استغلال التيارات الهوائية النازلة أو الصاعدة حتى تطير الطائرة أطول مسافة ممكنة.
يمكن للمسار ان يكون بعدة طرق:
- اكمال اهداف محددة في اقل وقت.
- مسار حر حيث تحتسب المسافة المقطوعة كمعيار للقياس.
- أطول مسافة ممكنة في اقل مدة زمنية.

يعد ملك الطائرة الشراعية الألماني هو أوتو ليلينتال

## رياضة الطيران الشراعي
بدأت ممارسة الطيران الشراعي كرياضة في عشرينيات القرن الماضي. حيث كان الهدف في البداية هو زيادة مدة الرحلات الجوية، بحيث يفوز من يحلق لأطول مدة، ولكن سرعان ما حاول الطيارون القيام برحلات جوية عبر البلاد بعيدًا عن مكان الإطلاق. وقد سمحت التحسينات في الديناميكا الهوائية وفهم ظواهر الطقس إلى السفر لمسافات أطول عند السرعات العالية المائلة للاعتدال. يتم الآن الطيران لمسافات طويلة باستخدام أي وسيلة من المصادر الرئيسية للارتفاع الهوائي مثل: ظاهرة رفع التلال (هي ظاهرة جوية تنشأ عندما تضرب الرياح عقبة، وفي الغالب ما تكون سلسلة من التلال أو الجروف، والتي  تكون كبيرة وشديدة الانحدار بما يكفي لتحريك الريح لأعلى) والأعمدة الدافئة أو الحرارية وموجات ليي. يمكن للطيارين المتمرسين قطع رحلات تصل لمئات الكيلومترات قبل العودة إلى مكان الإقلاع؛ ففي بعض الأحيان يتم قطع رحلات تصل لأكثر من 1000 كيلومتر (621 ميل)، وذلك عندما تكون الظروف الجوية مواتية.
يطير بعض المتنافسين في سباقات حول دورات محددة مسبقًا. تختبر مسابقات الطيران الشراعي قدرات الطيارين على الاستفادة المثلى من الظروف الجوية المحلية بالإضافة إلى اختبار مهاراتهم. يتم تنظيم المسابقات المحلية والوطنية في العديد من البلدان، وهناك بطولة العالم للطائرات الشراعية (WGC) والتي تقام كل سنتين. وقد تم تطوير العديد من التقنيات لزيادة سرعة طائرة الشراعية أثناء المنافسات في هذه الأيام، ومنها زيادة السرعة المثلى للطيران والملاحة باستخدام نظام تحديد المواقع العالمي (GPS) وحمل ثقل المياه. عند تدهور الطقس قد لا يتمكن الطيارون في بعض الأحيان من إكمال رحلة عبر البلاد. وبالتالي قد يحتاجون إلى الهبوط اضطراريا في أي مكان آخر، ربما في حقل ما، لكن يمكن للطيارين الذين يستخدمون الطائرات الآلية تجنب ذلك عن طريق بدء تشغيل المحرك.
تعتبر الوسيلتين الأكثر شيوعًا لإطلاق الطائرات الشراعية، هي الطائرات التي تعمل بالطاقة والرافعات (الونش). وتتطلب هذا الوسائل وطرق الإطلاق الأخرى العديد من  الوسائل المساعدة ومرافق مثل المطارات والمقطورات والرافعات.والتي يتم توفيرها عادة من قبل نوادي الطيران الشراعي التي تقوم أيضًا بتدريب الطيارين الجدد والحفاظ على معايير الأمان العالية. وعلى الرغم من أن معايير سلامة الطيارين والطائرات تعتبر في معظم البلاد مسؤولية الهيئات الحكومية، إلا أن غالبًا ما يكون للأندية وأحيانًا اتحادات الطيران الشراعي الوطنية سلطة مُفوضة.

## تاريخ

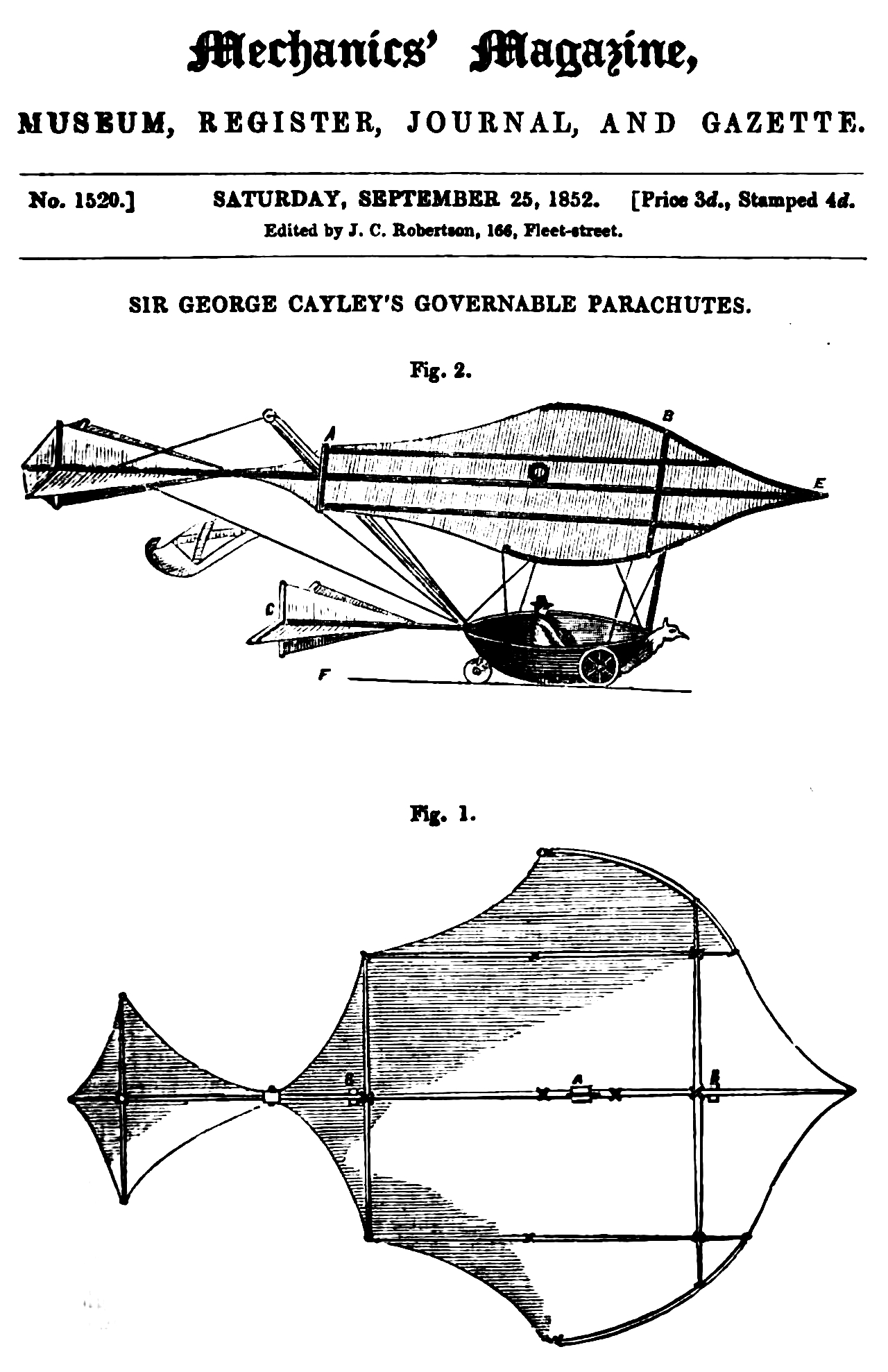
طائرة السير جورج كايلي الشراعية، مجلة الميكانيكي، عام 1852

حدث التطور الفعلي لرحلات الطائرات أثقل-من-الهواء (طائرة غير قابلة للطفو تتطلب مصدراً للطاقة لإبقائها عالياً ودفعها للأمام) بين منتصف القرن التاسع عشر وبداية القرن العشرين، على أيدي كل من: السير جورج كايلي عام 1853 والأخوان رايت في عام 1903 والتي تضمنت بشكل أساسي تطوير الطائرات الشراعية (يمكنك إلقاء نظرة على تاريخ الطيران). ومع ذلك، لم تظهر رياضة الطيران الشراعي إلا بعد الحرب العالمية الأولى، كنتيجة لمعاهدة فرساي التي فرضت قيودًا صارمة على تصنيع واستخدام الطائرات ذات المقعد الواحد في جمهورية فايمار الألمانية. ونتيجة لذلك، بينما كان الطيارون وصانعو الطائرات في بقية العالم يعملون على تحسين أداء الطائرات التي تعمل بالطاقة، كان الألمان يصممون ويطورون ويطيرون بطائرات شراعية أكثر كفاءة واكتشاف طرق لاستخدام القوى الطبيعية في  الغلاف الجوي لجعلها تطير لمسافة أبعد وأسرع، وذلك في عشرينيات وثلاثينيات القرن الماضي. ومع وجود دعم نشط من الحكومة الألمانية، كان هناك 50000 طيار شراعي بحلول عام 1937. أقيمت أول بطولة للطيران الشراعي في جبل واسيركوپ عام 1920، وتم تنظيم البطولة بواسطة أوسكار أورسينوس. واستغرقت الرحلة الحاصلة على الرقم القياسي في البطولة دقيقتين محققة بذالك رقما قياسيا عالميا وقتها  لمسافة تبلغ 2 كيلومتر (1.2 ميل)، وفي غضون عشر سنوات أصبحت البطولة حدثًا دوليًا، وقد ازدادت المدد والمسافات المحققة بشكل كبير عن ذي قبل. ففي عام 1931، طار غونتر جرونهوف مسافة 272 كيلومترًا (169 ميلًا) أمام عاصفة من ميونيخ إلى كاداي (كادين بالألمانية) في تشيكوسلوفاكيا الغربية، والتي كانت تُعد مسافة أبعد مما يمكن تحقيقه.
انتشرت رياضة الطيران الشراعي في العديد من البلدان الأخرى، وذلك في ثلاثينيات القرن الماضي. حيث صُنف الطيران الشراعي كرياضة استعراضية، وذلك في دورة

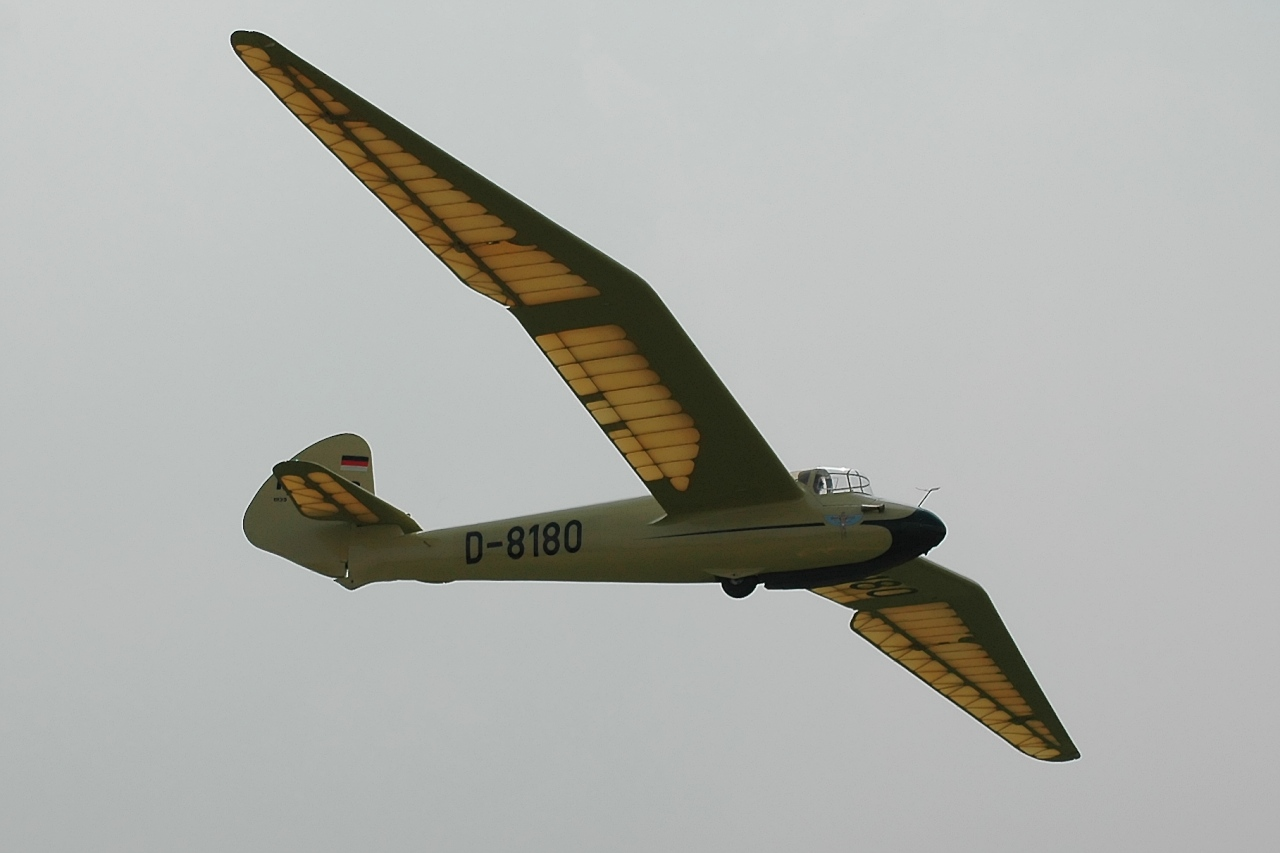
طائرة "جناح النورس" الألمانية، صنعت عام 1936

الألعاب الأولمبية الصيفية لعام 1936، في برلين، وكان من المقرر أن تكون رياضة أولمبية بالكامل في الألعاب الأولمبية لصيف 1940. وقد تم تطوير الطائرة الشراعية «أولمبيا» في ألمانيا للمشاركة بها في هذا الحدث، لكن توقفت البطولة بسبب اندلاع الحرب العالمية الثانية. وقد تم تحقيق أعلي الأرقام القياسية لرحلات الطائرات الشراعية بحلول عام 1930، بواسطة الطيارين الروس، بما في ذلك الطيران لمسافة قدرها 748 كيلومترًا (465 ميل). تم تعليق رياضة الطيران الشراعي في أنحاء أوروبا إلى حد كبير أثناء الحرب، على الرغم من أن العديد من أبطال الطيران المقاتلين الألمان بدأوا تدريبهم على الطيران باستخدام الطائرات الشراعية، ومنهم إريش هارتمان.
لم يتم إعتبار الطيران الشراعي كرياضة من الألعاب الأولمبية بعد الحرب لسببين هم: نقص في أعداد الطائرات الشراعية، وعدم الاتفاق على نموذج واحد للطائرات الشراعية الداخلة في المنافسة. وكان البعض يخشى أن يؤدي ذلك إلى إعاقة تطوير وظهور تصميمات جديدة. وقد تم اقتراح إعادة إدخال الرياضات الجوية مثل الطيران الشراعي أكثر من مرة إلى الأولمبياد من قبل الاتحاد الدولي للرياضات الهوائية Fédération Aéronautique Internationale ، ولكن تم رفض هذه المطالب على أساس عدم وجود مصلحة عامة.
في خمسينيات القرن الماضي، أراد عدد كبير من الطيارين الممارسين للرياضة مواصلة الطيران. وكان يعمل العديد منهم كمهندسين طيران يمكنهم تصميم وبناء وصيانة الطائرات الشراعية. لذا قاموا بإنشاء النوادي والقيام بعملية التصنيع، وما يزال العديد من هذه المصانع والنوادي موجود حتى الآن. وقد ساعد هذا على تحفيز تطوير كل من الطائرات الشراعية والطيران الشراعي، فعلى سبيل المثال ازدادت أعداد العضويات في نادي أو مجتمع الطيران الأمريكي Soaring Society of America من 1000 عضوية إلى 16000 عضوية بحلول عام 1980. وقد ساهمت زيادة أعداد الطيارين، وزيادة الفهم والمعرفة في مجال الطيران الشراعي، وتحسين التكنولوجيا المستخدمة، في تسجيل أرقام قياسية جديدة، كمثال: فقد ازدادت أعلى الأرقام المسجلة للتحليق قبل إندلاع الحرب للضعف، وذلك في عام 1950، وتم تحقيق أول رحلة بطول 1000 كيلومتر (620 ميل) في عام 1964. وقد ساعدت العديد من التقنيات والتعديلات الطيارين على القيام برحلات كانت تعتبر مستحيلة في السابق، مثل إضافة الألياف الزجاجية وألياف الكربون، والتقدم في صنع أشكال الأجنحة والجنيحات، وإضافة الأدوات الإلكترونية، وبعض التقنيات الحديثة مثل نظام تحديد المواقع العالمي والتنبؤ بالطقس. حيث قام أكثر من 550 طياراً برحلات تزيد عن 1000 كيلومتر (620 ميل) في عصرنا هذا.وعلى الرغم من عدم وجود مسابقة أولمبية للطيران الشراعي، إلا أن هناك بطولة العالم للطائرات الشراعية. أقيم الحدث الأول في مدينة ساميدان بسويسرا عام 1948. ومنذ الحرب العالمية الثانية والبطولة تقام كل عامين. يوجد الآن ستة تصنيفات من البطولة مفتوحة لكلا الجنسين، بالإضافة إلى ثلاثة بطولات للنساء وبطولتين للشباب. تشير أحدث الإحصاءات العالمية والتي أقيمت عام 2011 إلى أن ألمانيا (مسقط رأس الرياضة) لا تزال مركزًا لعالم الطيران الشراعي، فهي تمثل 27 في المائة من إجمالي أعداد طيارين الطائرات الشراعية في العالم أجمع، ولا تزال الشركات المصنعة للطائرات الشراعية الثلاث متمركزة في ألمانيا. وبالرغم من ذلك، فإن الظروف الجوية التي تسمح بالتحليق شائعة الحدوث في العديد من الأماكن وقد تم تناول الرياضة في العديد من البلدان. وفي آخر إحصاء، كان هناك أكثر من 111000 طيار مدني نشط و32920 طائرة شراعية، بالإضافة إلى عدد غير معروف من الطلاب العسكريين والطائرات. تبحث الأندية باستمرار عن أعضاء جدد من خلال تقديم رحلات تجريبية، والتي تعد مصدرًا من المصادر المفيدة للدخل للأندية.

## ظاهرة الرفع
يمكن للطيارين البقاء في الجو لساعات عن طريق الطيران في الهواء المتصاعد بسرعة مساوية لسرعة الطائرات الشراعية أو حتي بسرعة أسرع من هبوطها، لذا تكتسب الطائرات الطاقة الكامنة من الهواء.
ويمكن الحصول على الطاقة باستخدام الهواء من أربعة مصادر:
- الأعمدة الدافئة، هو عمود هواء دافئ صاعد ينتج في الجو بسبب الإشعاعات الشمسية على سطح الأرض بحيث يصعد الهواء الساخن الملامس للأرض إلى أعلى.
- رفع الأوج، حيث يضطر الهواء إلى الصعود لأعلى منحدر.
- رفع الموج (موجات ليي)، هي غيوم على شكل لفات ممزقة. تظهر خلف ذرا السلاسل الجبلية، وذلك تحت ذرا الأمواج التي تأخذها الرياح في حركتها خلف الجبال، وتترافق هذه الغيوم مع الحركة الدورانية للهواء.
- التقارب، حيث تجتمع كتلتين من كتل الهواء.

نادراً ما تُمكن ظاهرة رفع الأوج الطيارين الارتفاع لمسافة أعلى من 600 متر تقريباً (2000 قدم) فوق التضاريس؛ من الممكن أن تسمح ظاهرة الأعمدة الحرارية اعتمادًا على ظروف المناخ والتضاريس إلى الارتفاع لمسافة تزيد عن 3000 متر (9800 قدم) في المناطق ذات الأراضي المسطحة والأعلى بكثير من الجبال؛ تُمكن ظاهرة رفع الأمواج للطائرة الشراعية بالوصول إلى ارتفاع 23202 مترًا (76122 قدمًا). وفي عدد قليل من البلدان مثل المملكة المتحدة يمكن أن تستمر الطائرات الشراعية في الصعود حتى السحب في المجال الجوي غير المتحكم فيه، ولكن في العديد من البلدان الأوروبية، يجب على الطيار التوقف عن التسلق قبل الوصول إلى قاعدة السحابة (انظر قواعد الطيران المرئي).

### ظاهرة الأعمدة الحرارية
تبدأ الأعمدة الحرارية كفقاعات هواء متصاعدة من سطح الأرض بفعل حرارة الشمس. فإذا كان الهواء يحتوي علي رطوبة عالية، فسوف تتبخر المياه بفعل الهواء المتصاعد مكونة سحاب ركامي. وعند انخفاض الرطوبة أو عند حدوث الإنقلاب الحراري الذي يعمل علي وقف تصاعد الهواء الساخن لأعلي بما فيه الكفاية لتكوين السحب الركامية. فعند غياب السحب الركامية أو الدوامات الترابية الدالة على أماكن تواجد الدوامات، يكون من الصعب على الطيار تحديد أماكنها، حيث في الغالب لا توجد أي ظواهر مميزة علي سطح الأرض لظاهرة الأعمدة الحرارية. حينئذ يجب علي الطيار الاعتماد على الحظ والمهارة لكي يستدل على أماكنهم باستخدام مؤشر السرعة العمودي الحساس الذي يسمى المتغير والذي يشير إلي سرعة صعود وهبوط الطائرة. وفي بعض الأحيان يمكن الاستدلال على اماكن وجود أعمدة حرارية بشكل مؤكد في عوادم الغاز المتصاعد من محطات الطاقة أو من الحرائق.

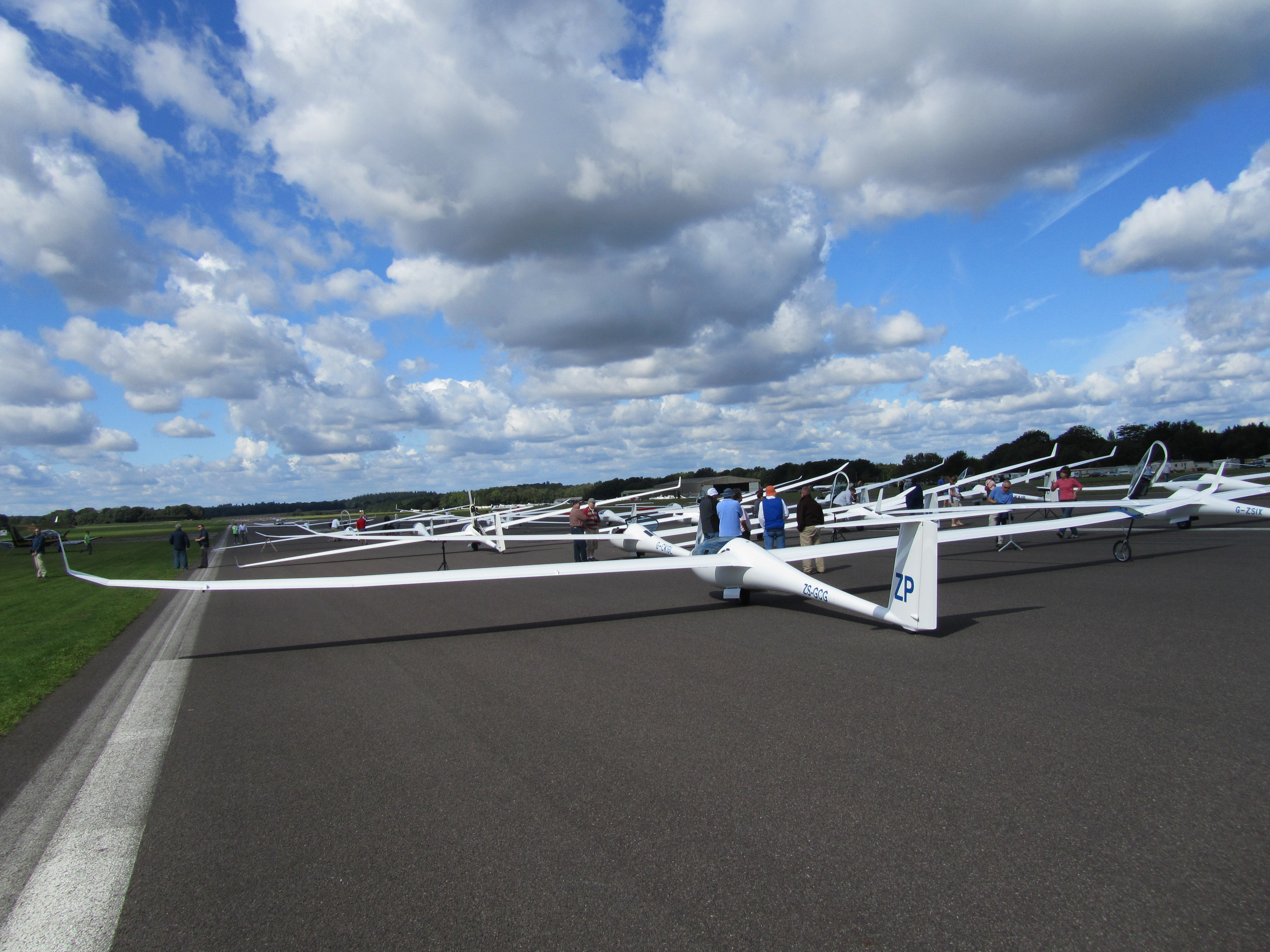
طقس انسيابي جيد: حيث يدرس المتسابقون السحاب الركامي، مما يشير إلى وجود طاقة حرارية نشطة ورياح خفيفة.

بمجرد الدخول  في أحد الأعمدة الحرارية، يمكن للسائق الطيران في دوائر ضيقة لإبقاء الطائرة الشراعية داخل الأعمدة الحرارية لزيادة إرتفاع الطائرة قبل الطيران نحو الوجهة أو إلى العمود الحراري التالي. وهذا هو المعروف باسم «الإرتفاع الحراري». أو قد يختار الطيار القيام بالرحلات الجوية المحلية باستخدام «أسلوب الدولفين»، حيث يقوم الطيار بإبطاء سرعته أثناء تصاعد تيارات الهواء، ثم يزيد من سرعة عند إنخفاض تيارات الهواء، حيث يتبع الطيار إسلوب طيران مُتموج يشبه إسلوب حركة الدولفين في الماء. وتمكن هذه الطريقة الطيار على الحد من انخفاض الطائرة أثناء قطع مسافات كبيرة دون استغراق وقت كبير. تعتمد معدلات ارتفاع الطائرات الشراعية على العديد من العوامل، ولكن معدلات الارتفاع عدة أمتار/ثانية شائعة الحدوث ويمكن زيادة المعدل بتزويد غطاء للطائرة. من الممكن أيضاً أن تتكون الأعمدة الحرارية على هيئة خط مستقيم بفعل الرياح أو التضاريس، والتي تؤدي لتكوين السحب الركامية. وتساعد ظهور الأعمدة على هيئة خط الطيار علي أخذ مسار مستقيم عندما يرتفع بالطائرة بشكل مستمر.
تعتبر هذه الظاهرة أكثر ظواهر الرفع فاعلية في دوائر العرض المتوسطة، نظراً للأنها تتطلب وجود هواء ساخن متصاعد، وذلك في أثناء فترة الربيع وحتى أواخر الصيف. ولكن خلال فصل الشتاء، يتم الإعتماد على ظاهرتي رفع التلال ورفع الأمواج، نظراً لانخفاض درجة الحرارة.

#### ظاهرة رفع التلال

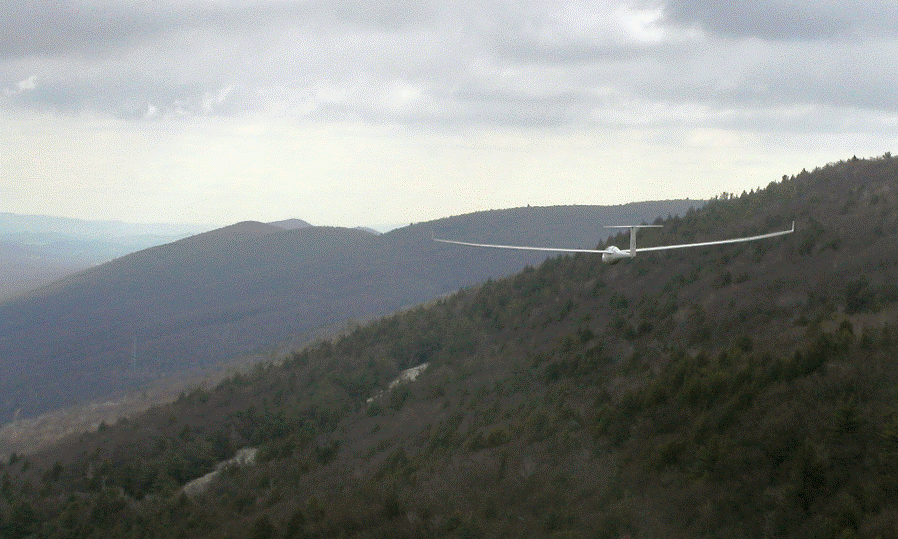
طائرة شراعية تحلق أعلي سلسلة من التلال، ولاية بنسلفانيا بالولايات المتحدة الأمريكية

يستغل الطيار الذي يحلق فوق التلال حركات الهواء المتصاعدة والتي تحدث عند هبوب الرياح على جوانب التلال. ومن الممكن أن تزداد سرعة الرياح المتصاعدة للأرتفاع الحرارة عندما تواجه المنحدرات أشعة الشمس. قد يسمح الهواء المتصاعد من التلال إرتفاع الطائرة لوقت محدود، وذلك في الأماكن التي تهب فيها رياح ثابتة. ومن الصعب معرفة المدة المستغرقة بسبب خطر الإرهاق.

##### ظاهرة موجات ليي

سحابة علي هيئة عدسية ناتجة عن موجة جبلية.

في عام 1933 تم اكتشاف موجات الهواء القوية المتصاعدة والهابطة بواسطة الطيار وولف هيث. ويمكن للطيارين أخذ هذه الموجات للحصول على إرتفاعات عالية أثناء الطيران، ولكن يجب عليهم استخدام الأكسجين الإضافي لتجنب نقص الأكسجين.

###### أساليب أخرى

مقطع عرضي تخطيطي لجبهة نسيم البحر. إذا كان الهواء الداخلي رطبًا، فغالبًا ما يزاح الحاجز إلى الأمام.

تعرف الحواجز أو الحدود التي تحدث عند التقاء كتلتين من الهواء بمناطق التقارب. ومن الممكن أن تحدث هذه الموجات في نسائم البحر أو في المناطق الصحراوية. حيث يلتقي الهواء البارد القادم من البحر بالهواء الدافئ القادم من سطح الأرض مما يخلق حاجزاً أو حداً بين كتلتين من الهواء، في مقدمة نسيم البحر. يمكن لمستخدمي الطائرات الشراعية الطيران علي طول ذلك الحد أو التقاطع، حيث يعمل ذلك الحاجز على ارتفاع الطائرة لأعلى بتأثير مُشابة لتيارات الهواء المتصاعدة من التلال.
يستخدم طيارو الطائرات الشراعية من حين إلي آخر تقنية تدعى «التحليق الديناميكي»، والتي تسمح للطائرة الشراعية باكتساب طاقة حركية، من خلال العبور بين كتل من حواجز الهواء الأفقية ذات السرعات العالية.

## أساليب الإقلاع
يتم استخدام العديد من الطرق المختلفة للحصول علي الهواء اللازم لإقلاع الطائرات عن سطح الأرض،  وذلك لأن معظم الطائرات الشراعية لا تحتوي علي محركات أو حتى على الأقل محركات تسمح لها بالإقلاع تحت قوتها الخاصة. وتتطلب كل طريقة تدريبا خاصاً، لذا يجب على مستخدم الطائرة معرفة طريقة الإقلاع الخاصة بها. تختلف قواعد الترخيص اقلاع من دولة لأخرى، وذلك بسبب إختلاف  ووجود العديد من التقنيات المختلفة.

### السحب الهوائي
السحب الهوائي هي إحدى طرق الإقلاع التي تستخدمها الطائرات الشراعية، والتي تتطلب وجود طائرات أخري تعمل بالطاقة (بها محركات أو موتور) مماثلة مع الطائرة الشراعية بواسطة حبل سحب. ومن أكثر الطائرات استخداماً لهذه المهمة هي الطائرات ذات المحرك الواحد، أو يمكن أيضاً استخدام الطائرات الشراعية التي تعمل بالطاقة. تقوم طائرة-السحب بأخذ الكبيرة الشراعية إلي ارتفاع مناسب يقوم بتحديده قائد الطائرة الشراعية مسبقا، والذي عنده يتم فك الاتصال بين الطائرتين. وغالباً ما يتم تثبيت رابط ضعيف أو خُطاف علي الحبل؛ للتأمين ضد أي احمال مفاجئة والتي قد تضر بهيكل  طائرة-السحب أو الطائرة الشراعية. وغالباً ما ينكسر الرابط الضعيف قبل أن يتم كتير أي جزء من من أجزاء الطائرتين في ظل وجود الأحمال الشديدة. كما يوجد إحتمال ضعيف أن ينكسر الرابط في ارتفاع منخفض، لذا يقوم الطيارين باخذ هذا الاحتمال في عين الاعتبار قبل أن تتم عملية إطلاق الطائرة.

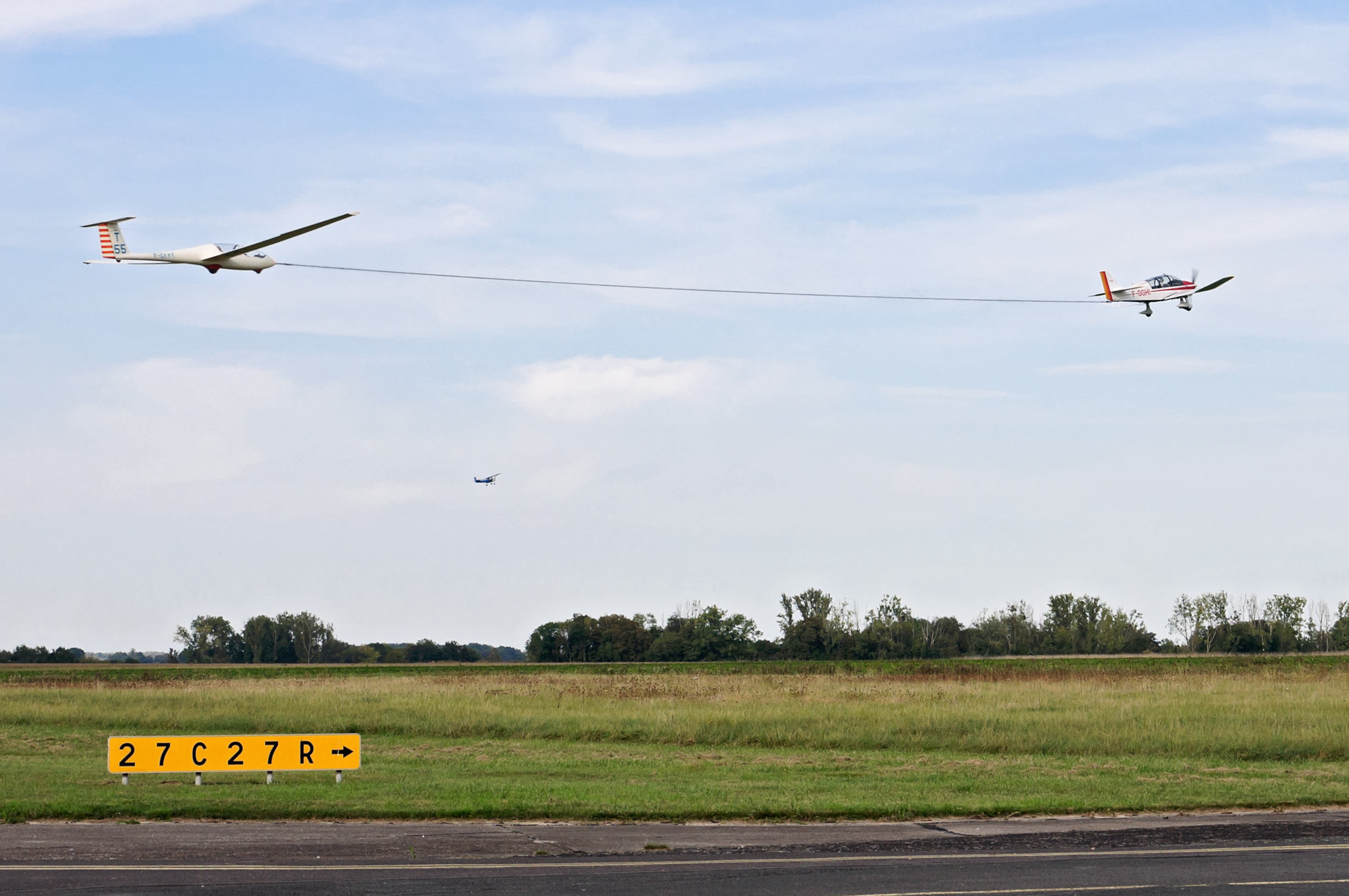
السحب الهوائي للطائرة الشراعية قروب جي 103 إيه توين الثانية بواسطة الطائرة روبن دي آر 400

أثناء الطيران، يحاول قائد الطائرة الشراعية بالحفاظ علي علي الطائرة في مستوي مناسب خلف طائرة-السحب، ويحدث ذلك في وضعين، إما في وضع السحب
المنخفض (عندما تكون الطائرة الشراعية مباشرة تحت دومات طرف جناح طائرة-السحب)، أو في وضع السحب المرتفع (عندما تكون الطائرة الشراعية مباشرة فوق دومات طرف جناح طائرة-السحب). تنص الاتفاقية في أستراليا أنه يجب أن  تقلع الطائرة الشراعية في وضع السحب المنخفض، بينما في الولايات المتحدة وأوروبا، يتم سحب الطائرات الشراعية عليا إلي ارتفاعات شاهقة وصولا للسحب العالية. ومن احدي الطرق النادرة للقيام بهذه الطريقة أنت  أن يتم ربط طائرتين شراعيتين بطائرة-سحب واحدة، ويتم ذلك باستخدام حبلين إحداهما قصير والذي يستخدم لسحب الطائرات الشراعية عاليا إلي السحب، والآخر طويل ليحل الطائرة الأخري علي إرتفاع منخفض، والرقم القياسي للقيام لسحب أكثر من طائرة منها بواسطة طائرة-سحب واحدة هو تسع طائرات في نفسي الوقت.

### الإطلاق بواسطة رافعة (ونش)
غالبا ما يتم إطلاق الطائرات الشراعية باستخدام رافعة (ونش) أرضية ثابتة متمركزة علي الأرض ومثبتة علي مركبة ثقيلة. وتعتبر هذه الطريقة من أكثر الطرق رواجاً في العديد من الأندية الأوروبية، كما وقد تم استخدام هذه الطريقة بواسطة خدمات الطائرات. وعادة ما يتم تزويد محرك الرافعة بسائل أو ديزل، كما يمكن استخدام محركات تعمل بالسوائل الهيدروليكية أو المحركات الكهربائية. تقوم الرافعة بسحب الكابل المتصل بالطائرة الشراعية بطول من 1000 إلي 2500 متر، مصنوعة من أسلاك فولاذية شديدة أو تصنع من ألياف صناعية. عندما تصل الطائرة الشراعية الي ارتفاع يصل طوله حوالي 35%  من طول السلك يتم فصل الكابل عن الطائرة، وذلك عندما تقوم الطائرة

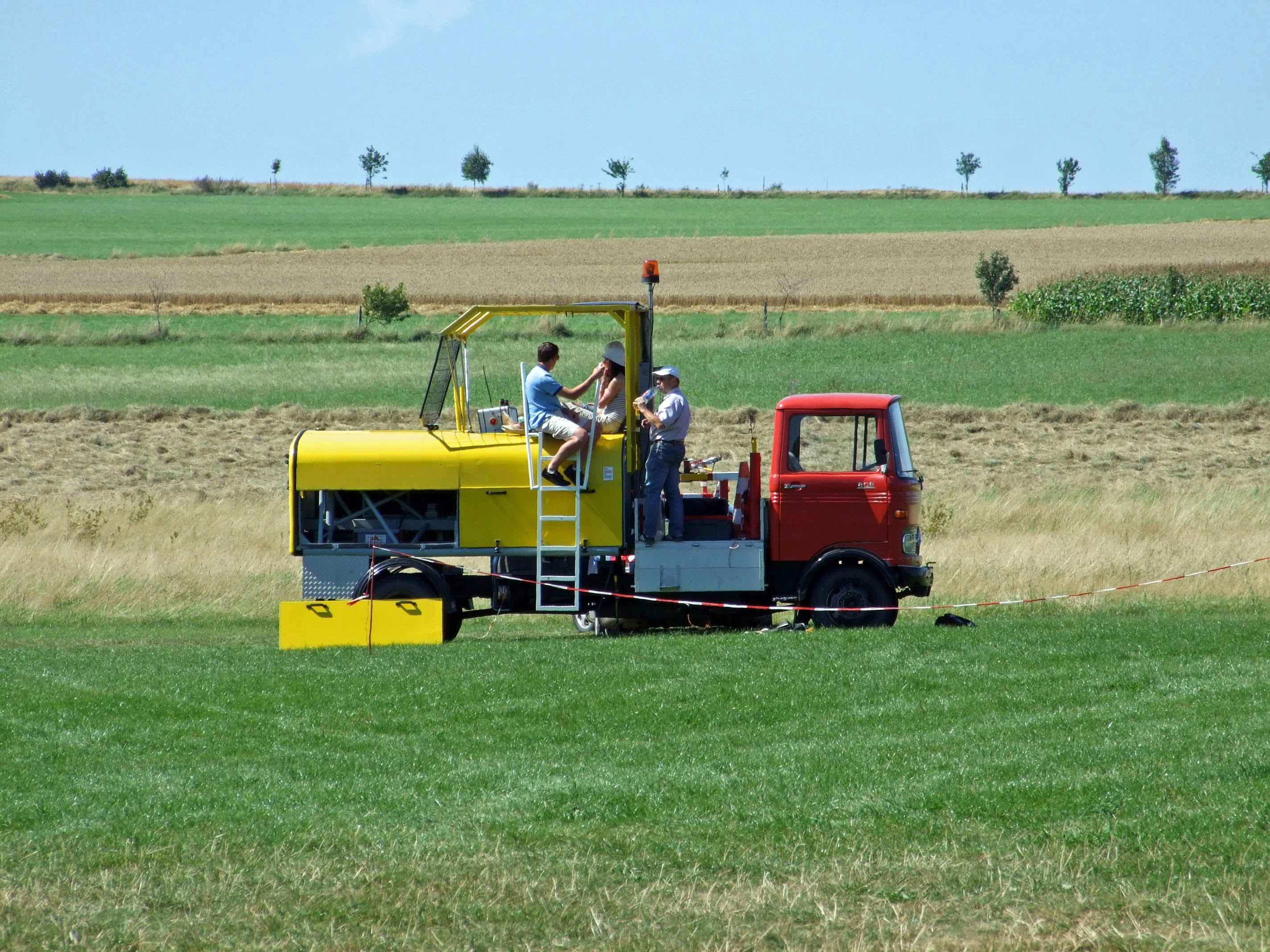
ونش تقليدي.

بالقيام برحلات قصيرة وحادة حيث ستؤدي الرياح العكسية الي رفع الطائرة الشراعية لأعلي.
تعبر هذه الطريقة أقل كُلفة من إطلاق باستخدام السحب الهوائي، كما تتيح هذه الطريقة بالقيام بمعدلات رفع أكثر بكثير من الطريقة الأخري وأحيانا ما تستخدم هذه الطريقة في المواقع التي يمكن أن تعمل بها طائرة-السحب، وقد يكون ذلك بسبب شكل المجال أو بسبب قيود الضوضاء. في الغالب ما يكون الارتفاع المكتسب من استخدام الرافعة أقل بكثير من استخدام طريقة السحب الهوائي، لذا غالبا ما يحتاج الطيارين الي إيجاد وسيلة من وسائل الرفع سريعا
وإلا سيكون الرحلة قصيرة. ومن الممكن أن يتم كسر الحلقة الضعيفة الرابطة بين الونش والطائرة الشراعية، لذا يتم تدريب الطيارين علي هذا الاحتمال.

### الدفع التلقائي
توجد طريقة أخري الطلاق الطائرة الشراعية وهي الدفع التلقائي، والتي أصبحت طريقة نادرة الحدوث في وفنانات الحاضر. يتطلب الدفع التلقائي المباشر سطح صلب ومركبة (سيارة خاصة) قوية متصلة بالطائرة الشراعية بواسطة كابل فولاذي طويل والذي يقوم سائق المركبة بسحبة برفق بينما يقوم بتسريع سرعة المركبة بشدة؛ ونتيجة لذلك ترتفع الطائرة الشراعية إلي حوالي 400 متر، وخاصة في وجود رياح عكسية جيدة، كل تستخدم هذه الطريقة في البحيرات الصحراوية الجافة.
يوجد أسلوب آخر للقيام بتلك الطريقة والذي يسمى«البكرة العكسية». يتم إطلاق الطائرة الشراعية بواسطة شاحنة تتجه نحو الحياة الشراعية؛ وذلك للحديث تأثير مشابهة لطريقة الإطلاق بواسطة الرافعة.

### طريقة بنچي

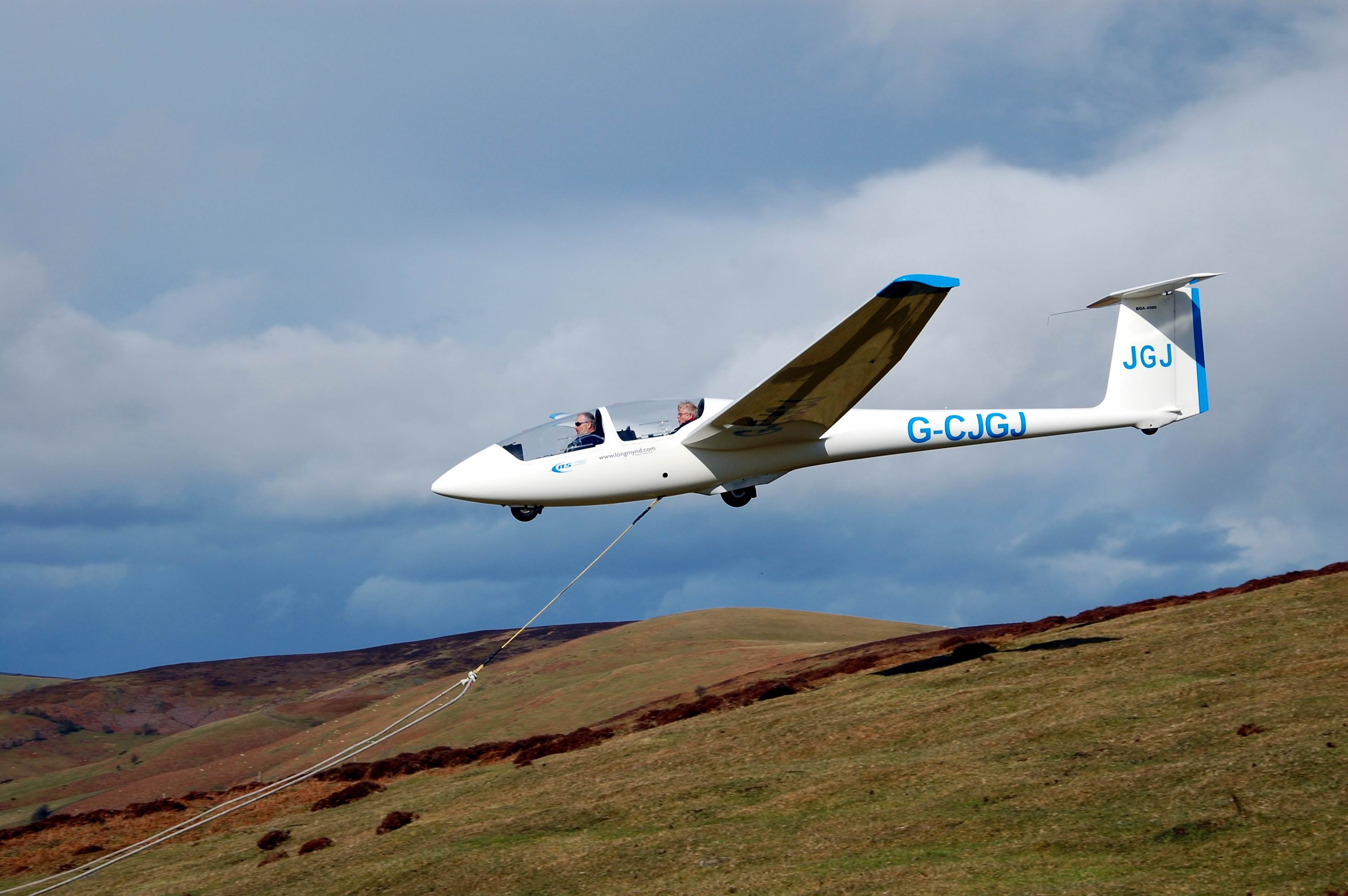
طريقة بنچي.

كانت هذه الطريقة أحد الطرق واسعة الانتشار عند بداية الطيران الشراعي. وأحيانا ما يقوم الطيارين بإطلاق الطائرات الشراعية من أعلي منحدر زلق أثناء هبوب رياح شديدة باستخدام شريط مطاطي كبير أو «بانجي». لاستخدام هذه الطريقة ينبغي أن تكون عجلة الطائرة الأساسية موضوعة في حفرة أو غور خرساني، وفي الغالب ما يستخدم نفس الخطاف أو الرابط بين كل من الطائرة والرافعة بإختلاف ان موضوع الخطاف في البنچي يكون في المنتصف. تتكون كل نهاية من نهايات الحبل رفيعة ويتم شدها بواسطة ثلاث أو أربع أشخاص مقسمين إلي مجموعتين، مجموعة تقوم بالجري ناحية اليسار والأخير ناحية اليمين وبمجرد أن يكون ضغط  البنچي علي إرتفاع مناسب يتم إفلات الطائرة الشراعية.

### الإطلاق بواسطة الجاذبية
يمكن ببساطة أن يتم دفع الطائرة الشراعية إلى أسفل منحدر حتى تتمكن الجاذبية من خلق سرعة كافية لإقلاعها.